# Call of Cthulhu: The Card Game
Call of Cthulhu: The Card Game (anteriormente Call of Cthulhu Collectible Card Game ) ("Chamado de Cthulhu: O jogo de cartas" em tradução livre) era um jogo de cartas produzido e comercializado pela Fantasy Flight Games, hoje descontinuado. É baseado no RPG Call of Cthulhu da Chaosium, nas histórias de HP Lovecraft e em outras ficções do Cthulhu Mythos. Em 2008, a Fantasy Flight Games mudou o jogo para o formato Living Card Game (LCG), que mantém o aspecto de construção de deck dos jogos de cartas colecionáveis, mas sem pacotes de cartas com distribuição aleatória.
Ele compartilha arte e personagens com outros produtos Cthulhu Mythos da FFG, incluindo Arkham Horror, Elder Sign e Arkham Horror: The Card Game.

## Visão geral
A Chaosium já havia se envolvido na criação de jogos de cartas colecionáveis (CCG, em inglês) em meados da década de 1990, com Mythos, seu CCG baseado no Cthulhu Mythos. O jogo foi descontinuado em 1997, após baixas vendas. Em 2004, a Chaosium licenciou a propriedade para a Fantasy Flight Games (FFG), permitindo que a FFG produzisse o Call of Cthulhu Collectible Card Game. Foi projetado por Eric M. Lang como uma introdução mais acessível aos jogos ambientados no Cthulhu Mythos e para fornecer uma interação rápida e viva com os elementos usuais dos mitos (como tomos e segredos misteriosos, investigações paranormais, deuses anciões e seus terríveis servos, conspirações sombrias e sinistras, conspirações desumanas e perigos vindos de além das estrelas). O jogo se passa em 1928.
Funcionário da FFG, Darrell Hardy, desenvolveu o cenário do jogo. A maior parte do texto do enredo (incluindo nomes de cartas e texto ilustrativo) foi escrita pelo desenvolvedor criativo Pat Harrigan. No formato Living Card Game, o enredo foi escrito por Nate French, com a ajuda de Dan Clark. Desde 2010, todos os enredos foram criados pelo então desenvolvedor do jogo, Damon Stone.

## O jogo

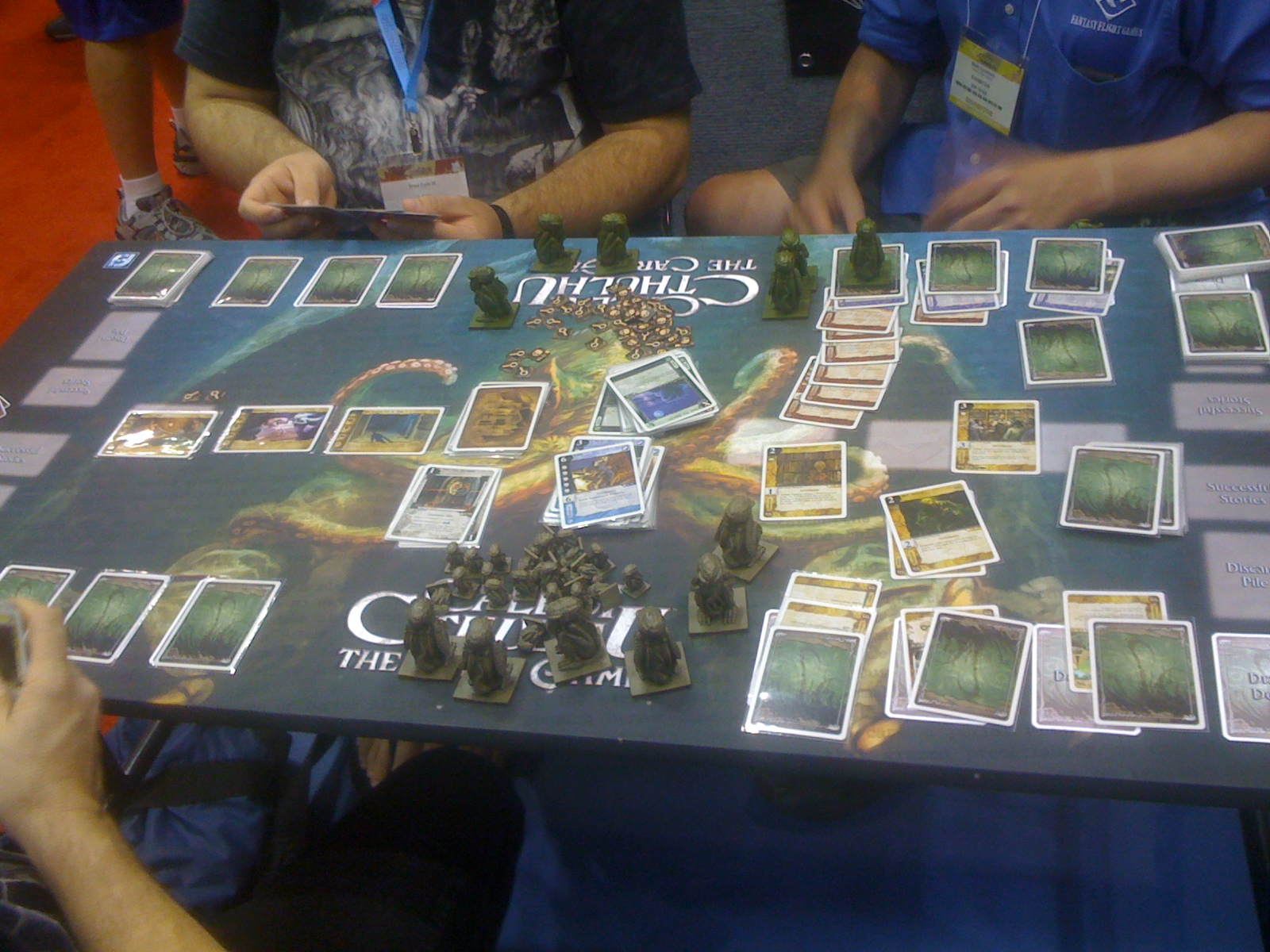
Um jogo em andamento na Gen Con Indy 2009

Jogadores anexam recursos (retirados das cartas em suas mãos) em cartas em especiais, conhecidas como domínios, posteriormente "drenando-os" colocando um marcador de drenagem (A caixa base vem com marcadores de domínio estilizados como Cthulhu, mas os mesmos não são necessários) neles para jogar várias cartas. Ambos os jogadores competem para completar histórias ganhando fichas de sucesso. Cinco fichas de sucesso em uma mesma história ganham a história; três histórias ganham o jogo. Os jogadores normalmente atribuem cartas de personagem às histórias, para vencer embates e ganhar esses tokens de sucesso. Além disso, o primeiro jogador a ficar sem cartas para comprar perde o jogo, tornando a destruição do baralho outra estratégia potencialmente eficaz.

### As cartas
Existem cinco tipos de cartas em Call of Cthulhu, em tradução livre são: cartas de história, cartas de personagem, cartas de evento, cartas de suporte e cartas de conspiração. Todas as cartas (exceto cartas de história) têm um custo, sendo possível que uma carta tenha custo zero. A maioria das cartas também possuem uma de oito facções (descritas abaixo), mas também podem ser "cartas neutras", sem facção. Várias cartas possuem subtipos (como investigador, tomo ou local).
- As cartas de história vêm de um baralho compartilhado e completar histórias é o objetivo do jogo. Os jogadores competem colocando “fichas de sucesso” nessas cartas de história. Assim que um jogador tiver colocado 5 fichas de sucesso, ele imediatamente ganha a história, tendo a opção de executar (ou ignorar) o efeito escrito nela, além de receber a carta e colocá-la em sua área de jogo. Quando um jogador tiver 3 cartas de história, ele ganha o jogo. Os jogadores padrão usam as 10 cartas de história mais recentes, das quais 3 escolhidas aleatoriamente estão em jogo a qualquer momento. A Cidade Sem Nome é uma carta de história promocional especial que requer 10 fichas de sucesso, mas permite que o jogador ganhe o jogo instantaneamente. Outro cartão de história promocional é chamado de "The Challenge From Beyond" (em homenagem a uma história escrita em colaboração por HP Lovecraft e quatro de seus correspondentes), e tem o efeito oposto: não pode ser vencido como uma história normal, mas os jogadores podem comprar cartas extras ao marcar "sucessos" nela.
- As cartas de personagem são os agentes do jogador, usadas para tentar completar histórias. Eles possuem uma classificação de habilidade (usada para ter sucesso em histórias) e também podem ter ícones, que indicam as habilidades da carta durante a fase de luta de ícones do jogo.
- As cartas de evento têm efeitos únicos e não permanecem em jogo, indo para o descarte depois de usadas.
- As cartas de apoio têm efeitos persistentes, gerando benefícios ou obstáculos duradouros.
- As conspirações são foram apresentadas na expansão "Conspiracies of Chaos" ("Conspirações do Caos" em tradução livre). Estas funcionam de forma semelhante às cartas de História, mas são jogadas a partir dos baralhos dos jogadores e costumam possuir efeitos que tornam mais fácil certos tipos de baralho as completar.

### As facções
Existem oito facções em Call of Cthulhu, bem como cartas "neutras" (cinza claro) que não fazem parte de nenhuma facção. Uma carta só pode ser jogada se um domínio com aquela facção anexada for drenado (cartas neutras podem ser pagas usando qualquer facção, mas não contribuem nenhuma facção quando anexadas como recurso).
- A Agência: Esta facção de “investigadores” (leia-se: humanos) inclui a Agência de Detetives Blackwood, agências de aplicação da lei e outros envolvidos na justiça criminal. Seu símbolo é um distintivo policial e sua cor é azul.
- Universidade Miskatonic : Esta facção de "investigadores" representa as proezas acadêmicas da Universidade Miskatonic fictícia de Lovecraft, bem como de outros grupos acadêmicos. Seu símbolo é um pergaminho e sua cor é dourada.
- O Sindicato : Esta facção de “investigadores” representa o elemento do submundo da sociedade humana, incluindo mafiosos, assassinos e jornalistas. O foco principal é a gangue de Danny O'Bannion e seus contatos. Seu símbolo é um cifrão em um triângulo e sua cor é marrom escuro.
- A Ordem do Crepúsculo Prateado : Esta facção de "investigadores" é uma adição posterior ao jogo e é baseada na cabala secreta de mesmo nome do mito do Cthulhu Mythos, cujos membros devem passar por níveis sucessivos de iniciação oculta e ritual para emergem no santuário interno da Ordem, para prosseguirem sua busca pelo poder terreno - e sobrenatural - final. Seu símbolo é um tridente em uma cruz e sua cor é cinza prateado.
- Cthulhu: Esta facção do "mythos" (Leia-se: inumana) inclui o próprio Cthulhu, bem como seus cultistas e monstros associados (como os abissais e os shoggoths). Seu símbolo é uma lula e sua cor é verde.
- Hastur: Esta facção do "mythos" foca em Hastur, especialmente em seu aspecto Rei de Amarelo, bem como em seus adoradores e asseclas, em grande parte psicopatas humanos e monstruosos Byakhees, bem como lobisomens. Seu símbolo é o Símbolo Amarelo, e sua cor é o amarelo.
- Yog-Sothoth: Esta facção do "mythos" centra-se em Yog-Sothoth e nos estudiosos que o adoram, bem como em vários seres transdimensionais, incluindo Nightgaunts e Star Vampires; ele também hospeda vários monstros mortos-vivos. Seu símbolo é uma chave e sua cor é roxa.
- Shub-Niggurath: Esta facção do "mythos" centra-se em Shub-Niggurath e nos muitos, muitos monstros que ela é responsável por criar (notadamente Dark Young, ghouls e Dholes). Seu símbolo é uma cabeça de cabra e sua cor é vermelho.

## Disponibilidade
O jogo de cartas Call of Cthulhu não é mais produzido. Na sua última interação, esteve disponível na forma de um conjunto básico, com cartas de 7 facções, cartas neutras, cartas de história, fichas de sucesso/ferida, um manual colorido, um tabuleiro de jogo e marcadores de domínio em forma de Cthulhu. (A 8ª facção, Ordem do Crepúsculo Prateado, não aparece no conjunto básico, sendo introduzida mais tarde na expansão "A Ordem do Crepúsculo Prateado"). O jogo vinha pronto para jogar, os decks sendo feitos rapidamente combinando cartas de duas das facções junto com várias cartas neutras.

### Jogo de cartas colecionáveis
Produtos mais antigos ainda podem estar disponíveis com varejistas, incluindo edições mais antigas de quando o jogo era colecionável. Os torneios oficiais todos utilizaram exclusivamente bordas brancas, para não haver necessidade de ir atrás de cartas mais antigas. As únicas razões para fazê-lo seriam por diversão ou para completar uma coleção, embora se usados em jogos, seria necessário "sleeves" de cartas coloridos para disfarçar os diferentes versos.
Conjuntos CCG
- Arkham Edition (1º conjunto básico)
- Unspeakable Tales (1ª expansão)
- Forbidden Relics (2ª expansão)
- Eldritch Edition (2º conjunto básico)
- Masks of Nyarlathotep (3ª expansão)
- Forgotten Cities (4ª expansão)

Arkham Edition e Eldritch Edition também incluíam "Premium Starter Sets" que contêm dois decks jogáveis, consistindo principalmente de reimpressões dos conjuntos normais, e uma série de cartas promocionais dadas como prêmios de participação pela participação em torneios oficiais.
Cada booster continha 11 cartas (incluindo 3 ‘incomuns’ e 1 ‘rara’). Além disso, os conjuntos básicos de Arkham e Eldritch ofereciam conjuntos iniciais com conteúdo fixo, projetados para apresentar o jogo a novos jogadores.
Em maio de 2006, a Fantasy Flight Games anunciou sua decisão de parar de lançar cartas no formato CCG e, em vez disso, começar a lançar conjuntos menores de cartas como baralhos únicos com conteúdo fixo no formato LCG. Esses "Asylum Packs" seriam lançados uma vez por mês e foram inicialmente projetados para serem compatíveis com as cartas CCG. Essas expansões foram projetadas para aumentar a variedade de cartas disponível aos jogadores de forma equilibrada e acessível. Três cópias de vinte novas cartas eram introduzidas em cada pacote, totalizando 60 cartas. As impressões iniciais dos conjuntos incluíam quantidades variadas de cada carta para imitar as raridades raras, incomuns e comuns do jogo original, e esta distribuição ainda pode ser encontrada em alguns pacotes antigos. Os jogadores casuais podem jogar usando um único conjunto básico e têm a opção de usar outros pacotes como suplemento, se desejarem.
"Asylum Packs" Originais
- Spawn of Madness (primeiro pacote)
- Kingsport Dreams (segundo pacote)
- Conspiracies of Chaos (terceiro pacote)
- Dunwich Denizens (quarto pacote)

### Asylum Packs
Os "Asylum Packs" se provaram populares, levando a Fantasy Flight Games a converter todo o jogo para o formato LCG. Em 5 de fevereiro de 2008, anunciaram que publicariam um novo "Core Set" de cartas em outubro de 2008, incompatível com as cartas CCG originais, e que dois pacotes de asilo adicionais, The Mountains of Madness e Ancient Horrors, seriam publicados para seguir os Asylum Packs existentes e completar o primeiro ciclo, "Forgotten Lore"; todos os seis pacotes foram reimpressos em 2011 como peças de um conjunto unificado, com um ícone de conjunto único e numeração contínua. A Fantasy Flight continuou imprimindo "Asylum Packs" mensalmente, organizados em ciclos de seis pacotes, por vários anos. Abaixo estão apresentados com o nome original em inglês.
Forgotten Lore
- Spawn of Madness
- Kingsport Dreams
- Conspiracies of Chaos
- Dunwich Denizens
- At the Mountains of Madness
- Ancient Horrors

Summons of the Deep
- The Spawn of the Sleeper
- The Horror Beneath the Surface
- The Antediluvian Dreams
- The Terror of the Tides
- The Thing from the Shore
- The Path to Y'ha-nthlei

The Dreamlands
- Twilight Horror
- In Memory of Day
- In the Dread of Night
- The Search for the Silver Key
- Sleep of the Dead
- Journey to Unknown Kadath

The Yuggoth Contract
- Whispers in the Dark
- Murmurs of Evil
- The Spoken Covenant
- The Wailer Below
- Screams from Within
- The Cacophony

The Rituals of the Order
- The Twilight Beckons
- Perilous Trials
- Initiations of the Favored
- Aspirations of Ascension
- The Gleaming Spiral
- That Which Consumes

Ancient Relics
- The Shifting Sands
- Curse of the Jade Emperor
- The Breathing Jungle
- Never Night
- Into Tartarus
- Shadow of the Monolith

Revelations
- Written and Bound
- Words of Power
- Ebla Restored
- Lost Rites
- The Unspeakable Pages
- Touched by the Abyss

### Expansões de luxo
Em julho de 2012, a Fantasy Flight anunciou que mudaria para um novo modelo de distribuição: em vez dos Asylum Packs quase mensais, haveria uma expansão de luxo ('Deluxe Expansion" no original em inglês) de 165 cartas a cada quatro meses, começando com Seekers of Knowledge. Várias das expansões são focadas em uma facção em específico. Elas estão apresentadas abaixo com o nome original em inglês.
- Secrets of Arkham (110 cartas) Fantasy Flight anunciou que a reimpressão terá 3 cópias de cada carta de jogador (ou seja, 150 cartas de baralho e 10 cartas de história), como as outras expansões de luxo.[5]
- The Order of the Silver Twilight (165 cartas), que introduziu a nova facção da Ordem do Crepusculo Prateado.[6]
- Seekers of Knowledge (165 cartas), focada na universidade Miskatonic
- The Key and the Gate (165 cartas), focada na facção de Yog-Sothoth.
- Terror in Venice (165 cartas), focada na mecânica de dia e noite.[7]
- Denizens of the Underworld (165 cartas), focada no Sindicato.[8]
- The Sleeper Below, focada em Cthulhu (165 cartas)
- For The Greater Good (165 cartas), focada na Agência
- The Thousand Young, focada em Shub-Niggurath
- The Mark of Madness

### Cartas criadass por jogadores
Os vencedores do Campeonato Mundial Call of Cthulhu eram convidados a criar uma carta que era lançada em conjunto com as outras. Esses cartas geralmente têm um alto nível de poder e a arte apresenta a imagem do jogador que os criou. Várias dessas cartas retratam o personagem de Tom Capor, o Arquimago Magnus Arcanis.
| Carta                    | Torneio                                                                                 | Jogador                            | Artista           | Aparece em                               |
| Assistant to Dr. West    | 2005 Worlds                                                                             | Gregory Gan Pittsburgh, PA         | Patrick McEvoy    | Forgotten Cities expansion               |
| Mentor to Vaughn         | 2006 Worlds                                                                             | Christopher Long State College, PA | Patrick McEvoy    | Kingsport Dreams asylum pack             |
| Descendant of Eibon      | 2007 Worlds                                                                             | James Black Pittsburgh, PA         | Henning Ludvigsen | The Terror of the Tides asylum pack      |
| Harry Houdini            | 2008 Worlds                                                                             | Scott Ferguson                     | Tony Foti         | The Cacophony asylum pack                |
| The Mage Known as Magnus | 2009 Worlds                                                                             | Tom Capor                          | Henning Ludvigsen | That Which Consumes asylum pack          |
| Hall of Champions        | 2010 Worlds                                                                             | Tom Capor                          | Tiziano Baracchi  | Written and Bound asylum pack            |
| The Festival             | 2011 Lieges                                                                             | Graham Hill                        | Tiziano Baracchi  | The Key and the Gate expansion           |
| The Mage's Machinations  | 2011 Worlds                                                                             | Tom Capor                          | Tiziano Baracchi  | Terror in Venice expansion               |
| Thaumaturgical Insight   | 2012 Nationals                                                                          | Tom Capor                          | Damon Westenhofer | The Mark of Madness expansion            |
| The Archmage, Arcanis    | 2012 Worlds                                                                             | Tom Capor                          | Mark Behm         | The Mark of Madness expansion            |
| The Archmage's Attaché   | 2013 Nationals                                                                          | Tom Capor                          | Tiziano Baracchi  | The Thousand Young expansion             |
| Jeremiah Kirby           | 2013 Worlds                                                                             | Jeremy Zwirn                       | Romana Kendelic   | The Thousand Young expansion             |
| Seer of the Gate         | 2014 Worlds                                                                             | Jeremy Zwirn                       | Jarreau Wimberly  | The Mark of Madness expansion            |
| A New Day                | 2015 Worlds                                                                             | Tom Capor                          | Adam Schumpert    | Given out as gifts during various events |
| A New Day                | Also depicts Tom Capor's gaming group of Jon Lekse, Selene Parkhurst, and Rhett Jenkins |                                    |                   |                                          |

## Prêmios
- Em 2005, a revista Flagship concedeu ao Call of Cthulhu CCG o título de "Melhor Jogo de Cartas de 2005".
- Em 2008, a revista InQuest Gamer elegeu Call of Cthulhu CCG como o jogo de todos os tempos em 57º lugar, dizendo que "inovou com mecânica de recursos baseada em domínios e grande integração dos temas de terror e loucura necessários".

## Avaliações
- Pirâmide.[10]

## Descontinuação
Em 22 de setembro de 2015, foi anunciado que a Fantasy Flight Games encerraria todo o apoio a torneios e pararia de desenvolver novas expansões após o Campeonato Mundial de 2015. A expansão Mark of Madness, com foco em Hastur, foi a última expansão, completando um ciclo de expansões para todas as 8 facções. No total, o jogo teve 10 expansões de luxo e 7 ciclos de 6 asylum packs ao longo dos anos. A Fantasy Flight Games anunciou que manterá a capacidade de reimprimir expansões já lançadas sob demanda.

## Ligações Externas
- Website oficial
- Call of Cthulhu no BoardGameGeek